# Jonas Rouhi
Jonas Rouhi (Botkyrka, 7 de enero de 2004) es un futbolista sueco que juega de defensa para la Juventus FC de la Serie A.

## Biografía
Tras empezar a formarse como futbolista en las categorías inferiores de la Juventus FC, finalmente fue convocado por el primer equipo en la temporada 2024-25, haciendo su debut el 26 de agosto de 2024 en la Serie A contra el Hellas Verona FC tras sustituir a Juan David Cabal en el minuto 77. Su debut en la Liga de Campeones de la UEFA se produjo el 22 de octubre de 2024 contra el VfB Stuttgart.

## Clubes
| Club              | País   | Año       | Partidos | Goles |
| ----------------- | ------ | --------- | -------- | ----- |
| Juventus Next Gen | Italia | 2023-2024 | 32       | 2     |
| Juventus FC       | Italia | 2024-     | 6        | 0     |